# Ene Franca Idoko
Ene Franca Idoko (* 15. června 1985) je nigerijská běžkyně specializující se na běhy na krátkou vzdálenost.

## Kariéra
Jejím nejlepším výkonem na 100 metrů je čas 11,22 z července 2007, na 60 metrů je jejím nejlepším výkonem čas 7,09 z února 2008.
Na atletickém Světovém poháru v roce 2006 získala bronzovou medaili ve štafetním běhu na 4 x 100 metrů s týmem Afriky. V roce 2008 skončila sedmá v běhu na 60 metrů na halovém mistrovství světa ve Valencii a čtvrtá v běhu na 100 metrů na mistrovství Afriky.
Ten samý rok se účastnila olympiády v Pekingu. V samostatném běhu na 100 metrů nepostoupila přes druhé kolo. Chuť si však napravila ve štafetovém běhu na 100 metrů získala bronzovou medaili. Dalšími členkami týmu byly Gloria Kemasuode, Agnes Osazuwa, Oludamola Osayomi a Halimat Ismaila, která nahradila Osazuwaovou ve finále.